# Euphorbia awashensis
Euphorbia awashensis ist eine Pflanzenart aus der Gattung Wolfsmilch (Euphorbia) in der Familie der Wolfsmilchgewächse (Euphorbiaceae).

## Beschreibung
Die sukkulente Euphorbia awashensis wächst mit einem kurzen unterirdischen Stamm aus dem rund um die Stammspitze herum einige aufrechte Triebe entstehen. Sie sind nahezu stielrund, werden bis 30 Zentimeter lang und bis 7 Millimeter dick. Die verlängerten und einzeln stehenden Dornschildchen werden bis 7 Millimeter groß. Die bis 12 Millimeter langen Dornen sind deutlich nach unten gebogen. Die Nebenblattdornen werden bis 2 Millimeter lang.
Der Blütenstand wird aus einzelnen und einfachen Cymen gebildet, die sich an etwa 2 Millimeter langen Stielen befinden. Die Cyathien werden etwa 3,5 Millimeter groß und die elliptischen Nektardrüsen sind gelb gefärbt. Die Frucht ist nahezu sitzend und über den Samen ist nichts bekannt.

## Verbreitung und Systematik
Euphorbia awashensis ist Zentral-Äthiopien auf mit Gras bewachsenen Böden vulkanischen Ursprungs in Höhenlagen von 1000 Meter verbreitet.
Die Erstbeschreibung der Art erfolgte 1993 durch Michael George Gilbert.